# Битва при Алабанді
Битва при Алабанді – битва завершального етапу Другої Македонської війни, котра відбулась на віддаленому від основних подій театрі бойових дій у Карії (південно-західна частина Малої Азії).

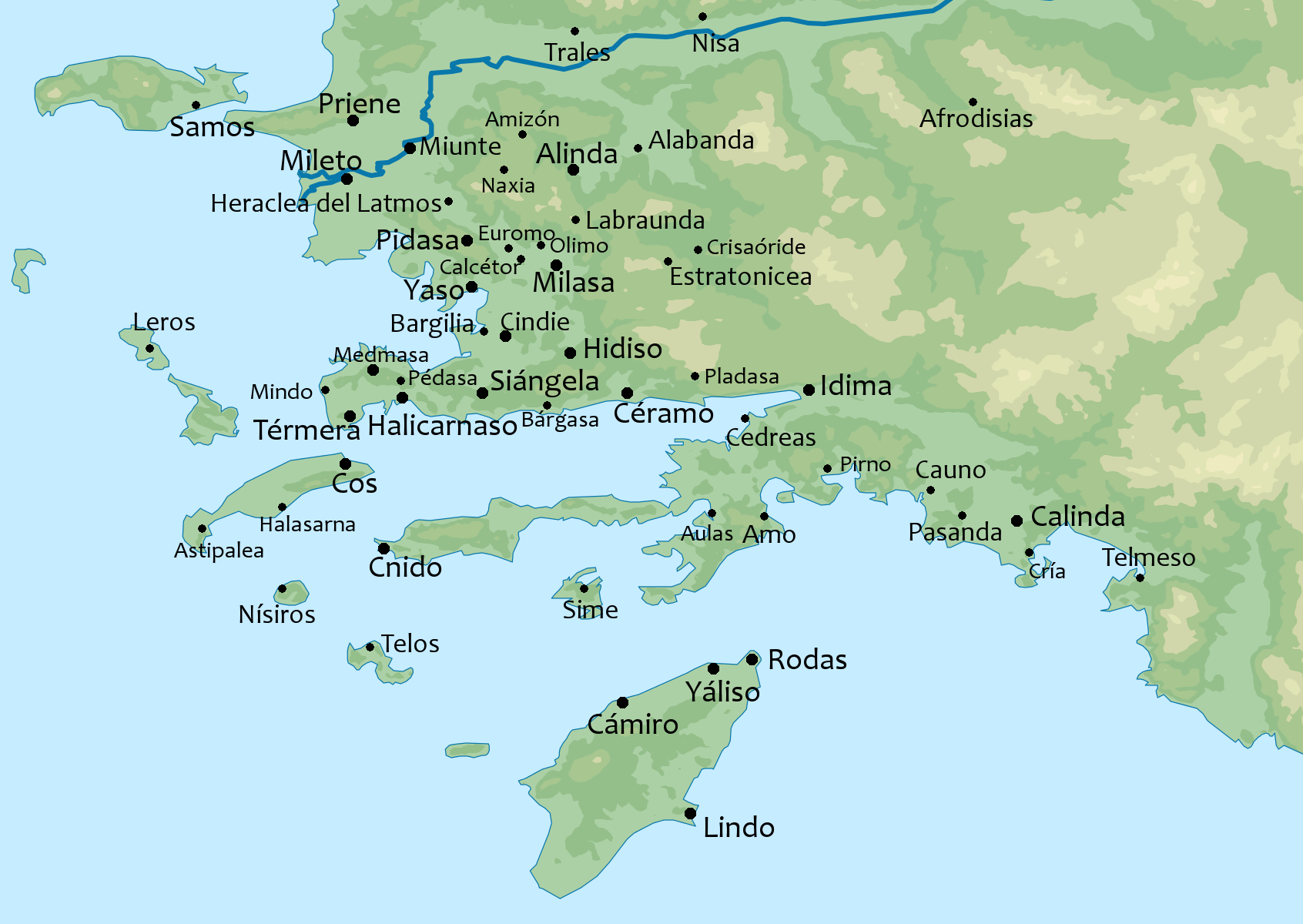
Мапа південно-західного завершення Малої Азії. Зокрема, позначені згадані у статті Алабанда, Стратонікея (Estratonicea), Міласа, Евром ((Euromo), Ясос (Yaso), Баргілія та Родос

Після Лісімаха правителі Македонії більше ніж півстоліття не мали володінь у Малій Азії, де найпотужнішими володарями виступали сирійські царі з династії Селевкидів. Проте на початку 220-х років до н.е. вплив останніх на заході півострова виявився суттєво підірваним, оскільки отаборившийся тут бунтівний брат царя Антіох Гіеракс зазнав повного розгрому від пергамського правителя Аттала. У цих умовах сатрап Карії Олімпік віддав себе під зверхність македонського царя Антигона III Досона. Певний час правителі Македонії не надто переймались справами своєї нової провінції, допоки у 201 р. до н.е. під час Критської війни Філіпп V не вирушив у похід проти своїх малоазійських ворогів. Зазнавши невдачі під Пергамом, він у підсумку прибув до Карії з метою завдати удару по материковим володінням (переї) Родосу, якому належала територія у східній частині Кнідського піострова (в районі сучасного Мармарису).
Маючи незаперечну перевагу на суходолі, Філіпп оволодів родоською переєю, проте при цьому залишався заблокованим у Малій Азії переважаючими силами ворожого флоту (до того він зазнав важкої поразки в морській битві при Хіосі, так що лише роз’єднання союзних сил дозволило йому розбити ескадру Родосу в битві при Ладі та пройти до Карії). Дійшло до того, що через проблеми із продовольством македонський цар здійснив ворожі дії проти лояльних йому Міласи та Алабанди – у першому випадку він невдало намагався раптовим нападом захопити місто, а в другому розорив поля.
В якийсь момент пергамський цар Аттал захопився встановленням відносин з афінянами та послабив свою увагу до заблокованого Філіппа, що дало останньому змогу покинути Малу Азію. Втім, македонський цар залишив тут гарнізони в Евромі, Ясосі, Баргілії (всі ці три міста лежали у західній Карії поряд або на узбережжі затоки, котра вдається у суходіл між Мілетом та Галікарнаським півостровом), Стратонікеї (східна Карія), а також у цілому ряді більш дрібних укріплень у стратонікейській області та родоській переї.  
Прибувши до Європи, Філіпп V в 200 р. до н.е. розпочав кампанію на півночі Егеїди, а потім вступив у боротьбу з римлянами (Друга Македонська війна). Коли в 197 р. до н.е. справи йшли до вирішального зіткнення, родосці вирішили повернути під свій контроль перею. Для цього їх полководець Павсістрат висадився у Карії з 2700 воїнами, серед яких було 800 ахейців, а також найманці з числа галатів та різноманітних північноафриканських племен. Спершу він оволодів тут Тендебом (одне з міст у стратонікейській області) після чого рушив до Алабанди, отримавши додатково підкріплення із 1000 ахейських піхотинців та сотні вершників. Тим часом командуючий македонськими силами в Карії Динократ зібрав воїнів, розкиданих по різноманітним гарнізонам та викликав із Стратонікеї загін фессалійців. Спочатку він підійшов до Тендебу, а потім рушив на Алабанди.
Готуючись до битви, Динократ поставив у центрі збірний загін карійців, котрі раніше несли гарнізонну службу, на правому крилі розташував 500 македонян, а на лівому розмістив 400 агріанів. Фланги були підсилені кіннотою та допоміжними загонами критян і фракійців. Родоський командуючий також розмістив у центрі збірні сили з різних племен, на правому крилі поставив 1000 ахейців, а лівий фланг віддав відбірному загонові найманців. Кіннота та легкоозброєні зайняли позиції на флангах. Сили сторін були рівними – по 3 тисячі піхотинців та по сотні вершників.
Перший день обидві армії простояли одна навпроти іншої на різних берегах річки і лише на другий день дійшло до битви. Першими до бою рушили ахейці, котрі перейшли річку та атакували агріанів, а далі за ними рушила вся родоська армія. Вперта битва довго йшла зі змінним успіхом, допоки ахейці завдяки чисельній перевазі не зім’яли ворога. Після цього вони напали на лівий фланг македонського війська, що призвело до сум’яття у розташованій там фаланзі, котрій було важко розвернутись проти нового ворога. Македонці стали полишати поле бою, а потім покидали зброю та пустились до втечі.
Розбиті загони Динократа відступили до Баргілії. Родосці переслідували переможених до темноти, після чого повернулись у свій табір. Якби вони потім одразу виступили на Стратонікею, то, напевно, могли б захопити її без бою. Проте вони спершу витратили час на оволодіння укріпленнями своєї переї, що дало змогу оговтатись стратонікейському гарнізону. До того ж, невдовзі туди перейшов Дінократ із залишками своїх сил. Після цього ані облога, ані штурм Стратонікеї виявились безуспішними. 
Втім, після поразки Філіппа V при Кіноскефалах за умовами мирного договору він зобов’язався вивести всі гарнізони із Карії. Родосці розраховували отримати Стратонікею у свою власність, проте в тому ж 197 р. до н.е. до Малої Азії прибув сирійський цар Антіох III, котрий здійснював похід проти володінь Птолемеїв (П’ята Сирійська війна). Він узяв Стратонікею під контроль і лише після того передав його родосцям (відносо обставин останньої події нам нічого невідомо).